# Amivedi
Amivedi is een stichting die zich inzet voor vermiste en gevonden huisdieren in Nederland. De stichting heeft een ANBI-status. Amivedi bestaat uit louter vrijwilligers en draait volledig op donaties, giften en legaten. Er is geen centraal kantoor. Alle vrijwilligers werken vanuit hun eigen woning.  
Stichting Amivedi is opgericht in 1933. De naam van de stichting is een afkorting van "AMor est Iustitia VErzorging van DIeren." Amor est Iustitia is Latijn voor "Liefde is gerechtigheid". De toevoeging "verzorging van dieren" gaf aan dat de organisatie dieren wilde verzorgen in de breedste zin van het woord. Andere dierenorganisaties hebben dit deel van het werk overgenomen. De vrijwilligers van Amivedi zetten zich volledig in voor het terugvinden van vermiste dieren en het zoeken van een eigenaar bij een gevonden dier. 
Het logo van Amivedi bestaat uit vier gestapelde dieren (een ezel, een hond, een kat en een haan). Dit logo verwijst naar de Bremer stadsmuzikanten, een sprookje van de gebroeders Grimm.
Amivedi werkt nauw samen met meerdere (dieren)instanties: o.a. dierenasiels, de Dierenbescherming, dierenartsen, dierenopvangcentra, politie, dierenambulances, Rijkswaterstaat, Waterschappen, KNMvD, Chipdatabanken en gemeenten. 
Amivedi maakt sinds de komst van het internet uitvoerig gebruik van dit digitale medium. 
Om dieren makkelijker terug te kunnen vinden, adviseert Amivedi aan huisdiereigenaren om huisdieren altijd te laten chippen. 